# Interstate 37
Interstate 37 (afgekort I-37) is een Interstate Highway in de Verenigde Staten. De snelweg loopt door één staat: Texas. De weg verbindt Corpus Christi met San Antonio. Daar sluit de I-37 aan op de I-35. 